# Gilbert Clain
Gilbert Clain (ur. 17 sierpnia 1941 w Saint Louis, zm. 21 kwietnia 2021 w Îlet Furcy) – francuski rzeźbiarz.
Zmarł 21 kwietnia 2021 z powodu zatrzymania krążenia, miał 79 lat.